# 단촌초등학교
단촌초등학교는 대한민국 경상북도 의성군 단촌면 세촌리에 있는 초등학교다.

## 학교 연혁
- 1930년 8월 25일 4년제 단촌공립보통학교 설립 인가
- 1930년 9월 17일 단촌공립보통학교 개교
- 1938년 4월 1일 단촌공립심상소학교 개편
- 1939년 3월 31일 6년제 인가
- 1941년 4월 1일 단촌공립국민학교 개편
- 일자미상 단촌국민학교 개편
- 1968년 6월 20일 단촌국민학교 방하분교 설립 인가
- 1968년 9월 1일 방하분교장 개교
- 1969년 2월 16일 방하분교장 국민학교 승격 인가
- 1969년 3월 1일 방하분교 방하국민학교 승격 분리
- 1981년 3월 6일 병설유치원 개원
- 1986년 3월 1일 방하국민학교 분교장 격하 편입
- 1992년 3월 1일 방하분교장 폐교 및 본교 통폐합
- 1996년 3월 1일 단촌초등학교 개편
- 1998년 3월 1일 후평초등학교 폐교 및 본교 통폐합
- 2021년 12월 30일 제89회 졸업식(총 6307명)
- 2023년 1월 4일 제90회 졸업식(6,311명)
- 2023년 3월 1일 백경애 교장 부임
- 2024년 1월 5일 제91회 졸업식(6,315명)

## 학교 상징
- 교화 : 개나리 - 교화인 개나리는 추운 겨울을 견디며 가장 빨리 피어나고 어디서나 잘 자라는 꽃으로, 어려움을 견뎌내고 언제 어디서나 희망을 잃지 않으며 밝고 고운 꿈을 펼쳐나갈 줄 아는 단촌초등학교 어린이의 의지를 담고 있음.
- 교목 : 느티나무 - 교목인 느티나무는 우리 주변에서 흔히 볼 수 있는 나무지만, 강한 생명력을 가지고 천 년을 살 수 있으며 가장 큰 나무의 대표적인 존재이다. 어린이들이 느티나무처럼 오랜 시간 동안 큰 그늘이 되어 이웃의 쉼터가 되게 하고, 널리 남을 이롭게 하는 단촌초등학교 어린이의 기상을 뜻함.

## 참고 자료
- 단촌초등학교 - 한국교육학술정보원 학교알리미